# Olearia subspicata
Olearia subspicata là một loài thực vật có hoa trong họ Cúc. Loài này được (Hook.) Benth. mô tả khoa học đầu tiên năm 1867.